# Аржакова, Нелли Михайловна
Нелли Михайловна Аржакова (род. 21 марта 1957 года) — советский и российский деятель кинематографии, редактор, сценарист.

## Биография
Закончила сценарный факультет ВГИКа (мастерская В.Соловьева, Л.Кожиновой), редактор киностудии «Ленфильм». С 1988 года редактор фильмов-дебютов киностудии ПиЭФ (в настоящее время кинокомпания «Север»). Педагог, член попечительского совета Высшей школы режиссёров и сценаристов в Санкт-Петербурге.

## Фильмография

### Редактор фильмов
- 1989 — «Караул», реж. А.Рогожкин
- 1989 — «Особенности национальной охоты», реж. А.Рогожкин
- 1990 — «Панцирь», реж. Г.Алимпиев
- 1991 — «Лошадь, скрипка и немного нервно», реж. И.Евтеева
- 1991 — «Жертва для императора», реж. Р.Орынбасарова
- 1991 — «Ой, вы, гуси», реж. Л.Боброва
- 1993 — «Жизнь с идиотом», реж. А.Рогожкин
- 1994 — «На кого бог пошлет», реж. В.Зайкин
- 1995 — «Эликсир», реж. И.Евтеева
- 2003 — «Петербург», реж. И.Евтеева
- 2003 — «Правда о Щелпах», реж. А.Мурадов
- 2003 — «Последний поезд», реж. А.Герман (младший)
- 2004 — «Пакостник», реж. Т. Деткина
- 2005 — «Мифы моего детства», реж. Ю.Фетинг
- 2006 — «Странник», реж. С.Карандашов
- 2006 — «Кружение в пределах кольцевой», реж. Р. Салахутдинов
- 2008 — «Платье от кутюр», реж. Т. Канаева
- 2009 — «Сумерки», реж. В. Мосс
- 2009 — «Видримасгор», реж. Я. Поляруш
- 2009 — «Татарская княжна», реж. И. Квирикадзе
- 2009 — «Маленькие трагедии», реж. И.Евтеева